# Северский район
Се́верский райо́н — административно-территориальная единица и муниципальное образование (муниципальный район) в составе Краснодарского края России.
Административный центр — станица Северская.

## География
Расположен в юго-западной части Краснодарского края в левобережье реки Кубань, на северо-западном склоне Главного Кавказского хребта. Территория — 2122 км². Климат — умеренно-влажный, среднее количество осадков в год — 700—800 мм.

## История
- Район был образован 2 июня 1924 года в составе Кубанского округа Юго-Восточной области. В его состав вошла часть территории упраздненного Краснодарского отдела Кубано-Черноморской области.
- Основными поселениями, вошедшими в состав района, были населенные пункты бывшего Екатеринодарского отдела Кубанского казачьего войска (до 1917 г.)[7].

Первоначально район включал в себя 16 сельских советов: Азовский, Воскресенский, Георгие-Афипский, Григорьевский, Дербентский, Ильский, Калужский, Крепостной, Львовский, Михайловский, Новодмитриевский, Северский, Смоленский, Ставропольский, Убинский, Федоровский.
- С 16 ноября 1924 года район в составе Северо-Кавказского края, с 10 января 1934 года — в составе Азово-Черноморского края.
- С 13 сентября 1937 года Северский район в составе Краснодарского края.
- 22 августа 1953 года к Северскому району был присоединён Стефановский с/с упразднённого Марьянского района.
- 11 февраля 1963 года район был упразднен, поселковые советы Афипский, Ильский и Черноморский вошли в состав Абинского промышленного района, а все сельские советы в состав Крымского района.
- 30 декабря 1966 года район был восстановлен в прежних границах.
- В 1993 году была прекращена деятельность сельских Советов, территории сельских администраций преобразованы в сельские округа.
- В 2005 году в муниципальном районе были образованы 3 городских и 9 сельских поселений.

## Население
| 1939     | 1959     | 1970     | 1979     | 1989     | 2002     | 2006     | 2010     | 2011     |
| -------- | -------- | -------- | -------- | -------- | -------- | -------- | -------- | -------- |
| 52 539   | ↗76 033  | ↗89 368  | ↗92 170  | ↗96 015  | ↗107 661 | ↗108 403 | ↗112 942 | ↗113 094 |
| 2012     | 2013     | 2014     | 2015     | 2016     | 2017     | 2018     | 2019     | 2020     |
| ↗114 394 | ↗115 149 | ↗116 261 | ↗117 073 | ↗117 833 | ↗118 973 | ↗120 586 | ↗122 268 | ↗124 169 |
| 2021     | 2023     | 2024     | 2025     |          |          |          |          |          |
| ↘122 982 | ↘122 549 | ↗123 854 | ↗124 718 |          |          |          |          |          |

Население района на 01.01.2006 года составило 108 403 человека. Из них 45,0 % — городские жители и 55,0 % — сельские жители. Среди всего населения мужчины составляют — 46,3 %, женщины — 53,7 %. Женского населения фертильного возраста — 28143 человека (48,3 % от общей численности женщин). Дети от 0 до 17 лет — 21342 человек (19,7 % всего населения), взрослых — 87061 человек (80,3 %). В общей численности населения 64817 (59,8 %) — лица трудоспособного возраста, 23,6 % — пенсионеры.
Национальный состав
По итогам переписи населения 2020 года проживали следующие национальности (национальности менее 0,1 % и другое см. в сноске к строке «Другие»):
| Национальность | Численность, чел. | Доля     |
| -------------- | ----------------- | -------- |
| Русские        | 115 795           | 94,16 %  |
| Армяне         | 1805              | 1,47 %   |
| Украинцы       | 594               | 0,48 %   |
| Татары         | 319               | 0,26 %   |
| Греки          | 283               | 0,23 %   |
| Азербайджанцы  | 172               | 0,14 %   |
| Езиды          | 167               | 0,14 %   |
| Грузины        | 162               | 0,13 %   |
| Другие         | 3685              | 2,99 %   |
| Итого          | 122 982           | 100,00 % |

## Административно-муниципальное устройство
В рамках административно-территориального устройства края, Северский район включает  3 поселковых и 9 сельских округов.
В рамках организации местного самоуправления в Северский район входят 12 муниципальных образований нижнего уровня, в том числе 3 городских и 9 сельских поселений:
| №  | Муниципальное образование           | Административный центр   | Количество населённых пунктов | Население | Площадь, км² |
| -- | ----------------------------------- | ------------------------ | ----------------------------- | --------- | ------------ |
| 1  | Афипское городское поселение        | пгт Афипский             | 6                             | ↘24 707   | 93,00        |
| 2  | Ильское городское поселение         | пгт Ильский              | 2                             | ↘25 429   | 219,77       |
| 3  | Черноморское городское поселение    | пгт Черноморский         | 7                             | ↘11 296   | 69,31        |
| 4  | Азовское сельское поселение         | станица Азовская         | 2                             | ↘4707     | 230,69       |
| 5  | Григорьевское сельское поселение    | станица Григорьевская    | 2                             | ↘2502     | 189,19       |
| 6  | Калужское сельское поселение        | станица Калужская        | 2                             | ↗2108     | 151,14       |
| 7  | Львовское сельское поселение        | село Львовское           | 5                             | ↘6120     | 172,18       |
| 8  | Михайловское сельское поселение     | село Михайловское        | 3                             | ↘2101     | 79,60        |
| 9  | Новодмитриевское сельское поселение | станица Новодмитриевская | 4                             | ↗6146     | 96,44        |
| 10 | Северское сельское поселение        | станица Северская        | 9                             | ↘27 341   | 140,54       |
| 11 | Смоленское сельское поселение       | станица Смоленская       | 4                             | ↘9453     | 497,20       |
| 12 | Шабановское сельское поселение      | село Шабановское         | 2                             | ↘639      | 182,98       |

## Населённые пункты
В Северском районе 48 населённых пунктов, в том числе три посёлка городского типа и 45 сельских населённых пунктов:
| №  | Населённый пункт | Тип     | Население | Муниципальное образование           |
| -- | ---------------- | ------- | --------- | ----------------------------------- |
| 1  | 8 Марта          | посёлок | ↘48       | Северское сельское поселение        |
| 2  | Азовская         | станица | ↘4106     | Азовское сельское поселение         |
| 3  | Александровский  | хутор   | →0        | Михайловское сельское поселение     |
| 4  | Ананьевский      | хутор   | ↘325      | Михайловское сельское поселение     |
| 5  | Афипский         | пгт     | ↗23 594   | Афипское городское поселение        |
| 6  | Бондаренко       | хутор   | ↗48       | Северское сельское поселение        |
| 7  | Бончковский      | хутор   | ↗58       | Северское сельское поселение        |
| 8  | Весёлый          | хутор   | ↗83       | Черноморское городское поселение    |
| 9  | Водокачка        | хутор   | ↘125      | Афипское городское поселение        |
| 10 | Воликов          | хутор   | ↘16       | Северское сельское поселение        |
| 11 | Восточный        | хутор   | ↘271      | Афипское городское поселение        |
| 12 | Григорьевская    | станица | ↗1436     | Григорьевское сельское поселение    |
| 13 | Дербентская      | станица | ↗626      | Ильское городское поселение         |
| 14 | Ильский          | пгт     | ↗25 125   | Ильское городское поселение         |
| 15 | Калужская        | станица | ↗1925     | Калужское сельское поселение        |
| 16 | Карский          | хутор   | ↘628      | Черноморское городское поселение    |
| 17 | Кипячий          | хутор   | ↘54       | Черноморское городское поселение    |
| 18 | Коваленко        | хутор   | ↘641      | Афипское городское поселение        |
| 19 | Кошарский        | хутор   | ↘7        | Афипское городское поселение        |
| 20 | Красный          | хутор   | ↘179      | Львовское сельское поселение        |
| 21 | Крепостная       | станица | ↘785      | Смоленское сельское поселение       |
| 22 | Львовское        | село    | ↗5455     | Львовское сельское поселение        |
| 23 | Мирный           | посёлок | ↘100      | Смоленское сельское поселение       |
| 24 | Михайловское     | село    | ↗1775     | Михайловское сельское поселение     |
| 25 | Науменков        | хутор   | ↗39       | Северское сельское поселение        |
| 26 | Нефтекачка       | посёлок | ↘33       | Афипское городское поселение        |
| 27 | Новоалексеевский | хутор   | ↘5        | Северское сельское поселение        |
| 28 | Новодмитриевская | станица | ↗5862     | Новодмитриевское сельское поселение |
| 29 | Новоивановский   | хутор   | ↘210      | Львовское сельское поселение        |
| 30 | Новопетровский   | посёлок | ↘195      | Черноморское городское поселение    |
| 31 | Новый            | хутор   | ↘12       | Новодмитриевское сельское поселение |
| 32 | Оазис            | хутор   | ↗216      | Новодмитриевское сельское поселение |
| 33 | Октябрьский      | посёлок | ↘1705     | Черноморское городское поселение    |
| 34 | Песчаный         | хутор   | ↘65       | Львовское сельское поселение        |
| 35 | Планческая Щель  | посёлок | ↘101      | Смоленское сельское поселение       |
| 36 | Предгорный       | посёлок | ↘42       | Северское сельское поселение        |
| 37 | Свободный        | хутор   | ↗157      | Северское сельское поселение        |
| 38 | Северская        | станица | ↗26 973   | Северское сельское поселение        |
| 39 | Смоленская       | станица | ↗8327     | Смоленское сельское поселение       |
| 40 | Спутник          | посёлок | ↘109      | Черноморское городское поселение    |
| 41 | Ставропольская   | станица | ↘831      | Григорьевское сельское поселение    |
| 42 | Стефановский     | хутор   | ↘236      | Львовское сельское поселение        |
| 43 | Тхамаха          | село    | ↘278      | Шабановское сельское поселение      |
| 44 | Убинская         | станица | ↗657      | Азовское сельское поселение         |
| 45 | Черноморский     | пгт     | ↘8504     | Черноморское городское поселение    |
| 46 | Чибий            | посёлок | ↘30       | Калужское сельское поселение        |
| 47 | Шабановское      | село    | ↘340      | Шабановское сельское поселение      |
| 48 | Шуваев           | хутор   | ↗146      | Новодмитриевское сельское поселение |

### Упразднённые населённые пункты
В состав Северского района входили также населённые пункты, ныне снятые с учёта: посёлок Крымская Поляна, хутора Макартет, Рашпиль, Шевченко и другие. Хутор Пороно-Покровский присоединён к селу Львовское.

## Руководство
Главой МО является Андрей Владимирович Дорошевский. Заместителем главы является Наумейко М. В.

## Экономика
Северский район является промышленным районом и располагает многопрофильным промышленным потенциалом. На 85 предприятиях промышленности работает около 8 тысяч человек. В структуре производства 90 % приходится на обрабатывающие производства, в том числе 80,4 % — на производство нефтепродуктов на Ильском НПЗ.
Кроме того, предприятиями района производятся стеновые материалы (кирпич), строительные нерудные материалы, нефтепромысловое оборудование, продукция лесной и деревообрабатывающей промышленности, пищевой промышленности. На территории района расположены 20 предприятий, занимающихся переработкой древесины, в том числе 3 непосредственно заготовкой и переработкой леса, 17 — производством столярных изделий.

## Достопримечательности
- Одна из самых древних в Восточной Европе палеолитическая стоянка (600—500 тыс. л. н.) первобытного человека «Ильская-2» — памятник республиканского значения, расположена на левом берегу реки Иль у южной окраины посёлка Ильский[38][39].

## Транспорт
В северском районе хорошо развито транспортное сообщение. Автостанция расположена в станице Северская. Оттуда ходят автобусы и маршрутные такси как по пригородным, так и междугородним маршрутам.